# 御所野ニュータウン

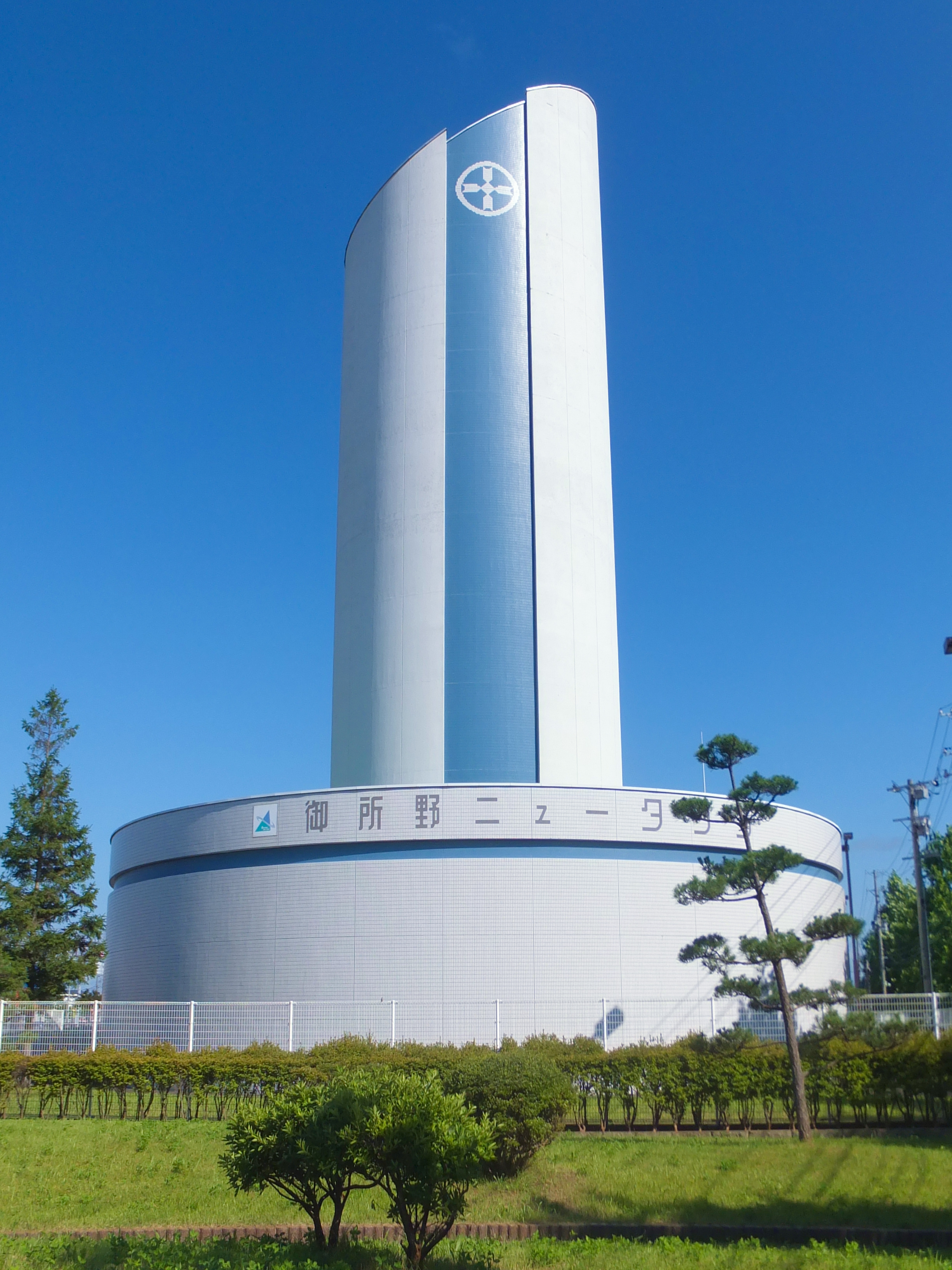

御所野ニュータウン（ごしょのニュータウン）は、秋田県秋田市に位置するニュータウンである。

## 事業概要
事業主体は、地域振興整備公団（現在の独立行政法人都市再生機構）であり、秋田県と秋田市が協力して事業を進めている。1985年（昭和60年）10月に起工したがその後計画人口が縮小され、現在の計画では、施行面積：約380ha、計画戸数：2,370戸、計画人口：7,800人となっている。2007年（平成19年）10月1日現在のデータでは、御所野地区全体で、人口6,473人、世帯数2,139世帯と推計されている。
- 事業名称：秋田新都市開発整備事業
- 施行地区：秋田市御所野元町、下堤、地蔵田、堤台
- 施行面積：約380ha

## 秋田新都市
1980年代、秋田市では2000年代の市の人口を40万人と構想していた。この人口増の受け皿がニュータウンの建設という形で望まれ、その候補地として白羽の矢が立ったのが秋田市の市街地と当時雄和町に移転してきたばかりの秋田空港のほぼ中間地点にあたる御所野の地である。御所野は当時建設が進められていた秋田自動車道の秋田市の玄関口となる予定の地域でもあり、この交通の便のよさから県と市によって工業・流通の新たな拠点となる秋田テクノポリスが計画され、その中核として職住近接型のニュータウン「御所野ニュータウン」が整備されるに至ったのである。したがって御所野ニュータウンは、県内有数の工業地域でもあり、地域の雇用の場として積極的な企業誘致が行われているのが大きな特徴である。また、イオン秋田ショッピングセンター（現・イオンモール秋田）開業以後は秋田市の新たな商業中心として、さらには教育・福祉の拠点も整備され、事業名称である「秋田新都市」の名のとおり、秋田市のなかに新たな都市をつくっている。
御所野湯本地区は、工業・物流の拠点として用いられ、物流では、秋田市駅周辺部より南部・東部の宅急便センターを統括しているヤマト運輸の秋田基幹支店・秋田ベース店・秋田南営業所や、福山通運秋田支店、日本通運航空事業部（日通航空）の航空秋田営業所（2008年に、川尻大川町より移転）等が設置され、工業の拠点としては、現在はイオン秋田中央店が立地する、川尻町字川口境（現:楢山川口境）に所在した山岡工業が当地に移転している。
秋田市ガス局の民営化の過程で、当地の都市ガス事業は東部ガスが担当することになったが、将来的にカロリーアップを市内全域に対して行う方針であったことから、当初から13A方式にて導入されている（当時、東部ガスエリアは4A、市ガス局エリアは5Aを採用）。その後、御所野ニュータウンの方式へ併せる形で、当初からの東部ガスエリア、旧市ガスエリアの順に13Aへ統一する作業を実施している。

## 秋田市の新たな商業中心
1990年代初頭、既に市の中心市街地では木内、協働社の縮小、セントラルデパートの閉店など衰退が始まっていた。その後秋田市の商業に決定的な影響を与えたのが1993年のイオン秋田ショッピングセンターの進出である。当時全国でも有数の規模だったこのショッピングモールの出現は県外からも人を集める集客マグネットとなった一方で、中心市街地の空洞化に決定打を与えた。1997年には青森の中三百貨店が進出。2006年には隣接してフレスポ御所野もオープンし、御所野地区は巨大な商業集積となっている（このうち2008年に中三秋田店は業績不振により閉店し、現在はイオンモール秋田の新たな専門店街であるウェストモールに転換している）。

## 計画縮小
計画人口11,300人を目指した御所野ニュータウンであったが、その後の不況、秋田県経済の低迷もあり、ニュータウンの人口定着は予想を下回った。市の人口の伸びも鈍化し、2000年代以降はほぼ停滞した事から、秋田市では市街地の外延への拡大を抑制する方針へと転換。これを受けて御所野ニュータウンの計画人口も縮小を余儀なくされた。従来国道13号より南側の地区が開発されていて北側（現在の御所野堤台一丁目）は未開発であったが、北側の土地用途の大部分を住宅から業務用地へと転換。これにより、既に国道13号沿いに秋田魁新報の印刷センターなどが建設され操業しているほか、スーパーセンターなども建設されている。

## 沿革
- 1982年（昭和57年）
  - 8月4日 - テクノポリス開発構想策定地域に指定。
  - 9月 - 秋田県及び秋田市から事業要請。
- 1985年（昭和60年）10月 - 起工式。
- 1987年（昭和62年）8月25日 - 秋田新都市の愛称が「御所野ニュータウン」に決定。
- 1988年（昭和63年）8月12日 - 御所野ニュータウン特設野外ステージにて、氷室京介「KING OF ROCK SHOW "DON'T KNOCK THE ROCK"」ライブ開催。
- 1989年（平成元年）
  - 6月10日 - 御所野ニュータウン街びらき。
  - 11月9日 - ヤマト運輸秋田主管支店新ターミナルが竣工[1]。秋田市御所野に移転。
- 1991年（平成3年）4月 - 秋田市立御所野小学校開校。
- 1992年（平成4年）11月27日 - 「秋田テルサ（秋田勤労者総合福祉センター）」オープン[2]。
- 1993年（平成5年）
  - 8月30日 - 秋田銀行御所野ニュータウン支店が開業[3]。
  - 9月10日 - 「イオン秋田ショッピングセンター（現イオンモール秋田）」オープン[4]。北都銀行御所野支店が開業。
- 1995年（平成7年）11月13日 - 秋田御所野郵便局が開局。
- 1997年（平成9年）
  - 4月1日 - 「中央地区老人福祉総合エリア」がオープン。
  - 10月3日 - 「中三秋田店」オープン[5]。
- 1999年（平成11年）4月 - 秋田市立御所野学院中学校開校。
- 2000年（平成12年）
  - 4月 - 秋田市立御所野学院高等学校開校。
  - 11月1日-7日 - 秋田テルサを主会場として、第123回秋田県種苗交換会が開催。
- 2001年（平成13年）1月1日 - 「東京インテリア家具秋田店」オープン。
- 2005年（平成17年）
  - 4月 - 北地区の土地利用計画及び用途地域を変更。
  - 12月14日 - ファミリーマートの秋田県第1号店「ファミリーマート秋田御所野湯本店」オープン[6]。
- 2006年（平成18年）12月9日 - 「フレスポ御所野」オープン。
- 2007年（平成19年）4月1日 - さきがけ印刷センターが完成[7]。
- 2008年（平成20年）
  - 5月22日 - 「スーパーセンターアマノ御所野店」オープン。
  - 9月4日 - 「羽後日産モーター御所野店」オープン。　
  - 10月20日 - 「中三秋田店」閉店[8]。
- 2009年（平成21年）
  - 4月24日 - 中三秋田店のあった建物が、イオンモール秋田の「ウエストモール」としてリニューアルオープン。
  - 11月13日 - 御所野堤台一丁目に「テックランド秋田御所野店」オープン。
- 2013年（平成25年）
  - 3月 - 都市再生機構秋田営業所閉鎖。
  - 6月24日 - 秋田銀行御所野ニュータウン支店が秋田市御所野地蔵田一丁目から、同市御所野地蔵田二丁目に新築、移転[3]。
- 2015年（平成27年）10月30日 - 「セブン-イレブン秋田御所野堤台店」オープン。
- 2020年（令和2年）
  - 4月1日 - 県内第1号店となる「星乃珈琲店秋田店」オープン 。
  - 6月19日 - 「テックランド秋田御所野店」が業態転換し、「YAMADA web.com 秋田御所野店」としてリニューアルオープン。
- 2023年（令和5年）4月2日 - 「星乃珈琲店秋田店」閉店 。
- 2024年（令和6年）10月15日 - 北都銀行御所野支店がブランチインブランチ方式により、同行秋田南支店に移転[9]。

## 交通
- 秋田自動車道秋田南インターチェンジ
- JR奥羽本線四ツ小屋駅から約1.5キロ

ニュータウン建設によって国道13号旧道（羽州街道）が一部消失している。

## 教育
保育所
- ごしょの保育園

幼稚園
- 御所野幼稚園

小学校
- 秋田市立御所野小学校

中学校
- 秋田市立御所野学院中学校

高校
- 秋田市立御所野学院高等学校

## 都市公園
総合公園
- 御所野総合公園（11.43ha）
  - 地蔵田遺跡

地区公園
- 御所野ふれあい地区公園（3.9ha）

近隣公園
- 御所野近隣公園（1.88ha）

街区公園
- 御所野第一街区公園
- 御所野第二街区公園
- 御所野第三街区公園
- 御所野第四街区公園